# Belle infidèle
Una belle infidèle (letteralmente, "bella infedele") è una traduzione che, per raggiungere uno stile elegante e più vicino possibile alla lingua d'arrivo, modifica vari aspetti del testo in lingua originale, alterandone i riferimenti e la forma.

## La nascita del termine
Il concetto di traduzione belle infidèle nasce nel XVII secolo in Francia. La definizione si deve al filologo Gilles Ménage, che nel 1654 descrisse le traduzioni di Luciano di Nicolas Perrot d'Ablancourt come simili a «una donna di cui ero innamorato a Tours, che era bella ma infedele». Si tratta di una definizione utilizzata per indicare traduzioni che sono belle ma non rispettano la fedeltà all'originale.

## La corrente delle belles infidèles

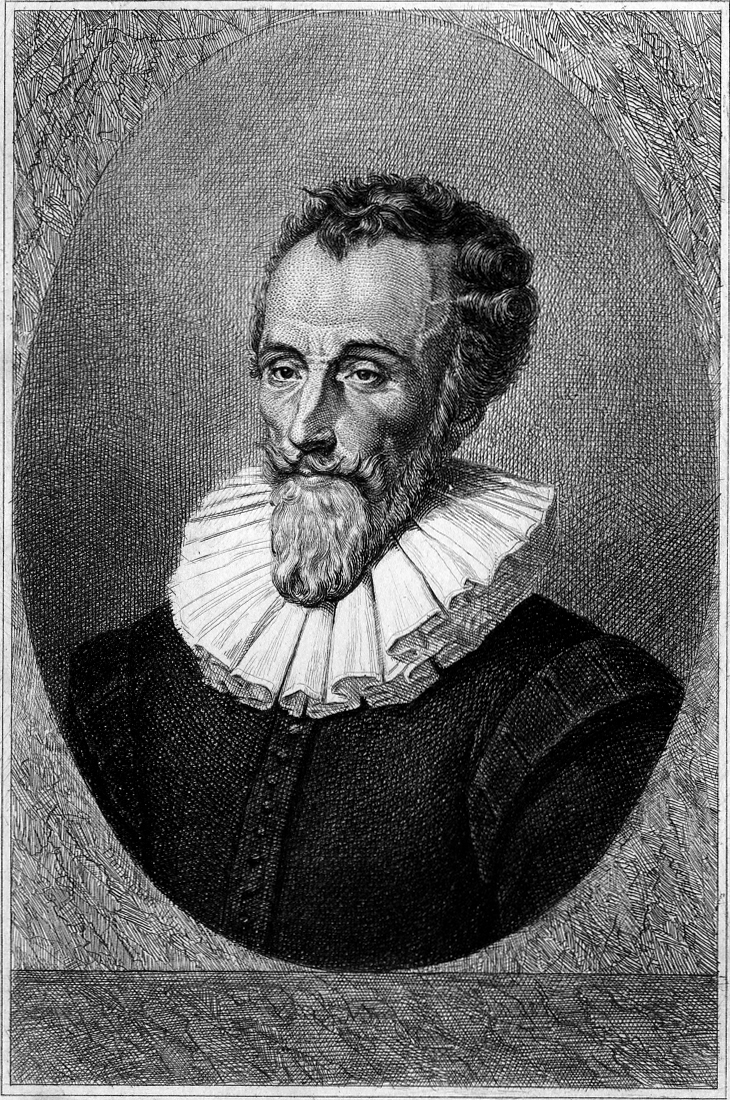
Malherbe fu uno dei sostenitori delle traduzioni "belle e infedeli"

Tra i vari sostenitori di questo stile traduttivo vi sono Amyot (un precursore), Malherbe e Goudeau. Per chi appoggia le ‘'belles infidèles'’ esse servono a permettere a coloro che non conoscono la cultura dell'epoca (nel caso dei classici, le opere maggiormente tradotte in tal modo, quella dell'antica Grecia e dell'antica Roma) di comprendere il testo, e il traduttore è quindi spinto a diventare anche adattatore.
La prima parte del Seicento è stata la grande età del Classicismo francese e le aspettative del pubblico andavano sempre più verso traduzioni che fossero conformi ai canoni dell'epoca. La traduzioni libere conosciute come "les belles infidèles" si proponevano di realizzare testi d'arrivo piacevoli da leggere, e nel corso del Settecento questa ha continuato ad essere una caratteristica dominante della traduzione verso il francese. Gli autori classici venivano riprodotti sulla base della moda letteraria e della moralità della Francia dell'epoca. I traduttori cercavano di modificare le opere scritte da autori greci e latini per renderle esteticamente apprezzabili nella linguacultura ricevente. Perciò, evitavano di tradurre le imprecazioni, gli elementi erotici e tutto ciò che potesse disturbare il lettore e attualizzavano i riferimenti storici. In parole povere queste traduzioni volevano adattare i prototesti agli standard della cultura francese. «Una delle principali figure ad adottare questo approccio è stato Nicolas Perrot D'Ablancourt, che ha adattato i testi classici ai canoni e ai generi dell'epoca (ricorrendo a omissioni e "miglioramenti") a tal punto che alcune delle sue traduzioni sono considerate travesti degli originali». «D'Ablancourt ha dato il via a una tradizione traduttiva i cui prodotti sono stati presto etichettati "les belles infidèles", belle ma infedeli. La sua appartenenza all'Académie Française ha fatto sì che le sue idee acquisissero un certo peso, e nel Settecento sono state formulate e applicate in diversi modi, alcuni più estremi di altri».
Nel 1681, Monsieur de la Valterie ha pubblicato una traduzione in prosa dei versi omerici. In un commentario che accompagnava la traduzione, ha giustificato il suo adattamento dei costumi antichi per ragioni di decenza e, paradossalmente, di fedeltà all'autore «che non aveva intenzione di offendere il lettore». Per giustificare questo approccio sono stati scritti moltissimi saggi sui principi della traduzione. Nonostante gli autori della fine del Seicento prestassero più attenzione alla fonte la priorità continuava ad essere quella di realizzare testi che suscitassero l'interesse del lettore francese.
Pierre le Tourner nella prefazione ai Pensieri Notturni (1769) di Edward Young ha dichiarato la sua «intenzione di distillare dallo Young inglese uno Young francese, in modo che fosse letto con piacere e interesse da lettori francesi non obbligati a chiedersi se il libro che stavano leggendo fosse una copia o un originale». «La spiegazione di Le Tourner è da sottolineare per la manipolazione concettuale che ha operato. Non fa distinzione tra una traduzione che produce un effetto simile a quello del testo straniero e una traduzione che produce l'illusione dell'originalità cancellando il suo status di traduzione. La tradizione delle belles infidèles annullava a più riprese questa distinzione, affermando una corrispondenza con le intenzioni dell'autore straniero o con il significato sostanziale del testo straniero mentre producevano revisioni che rispondevano a ciò che la cultura francese considerava comprensibile e interessante. La totale familiarità della traduzione, del suo linguaggio e del suo stile la faceva apparire trasparente e passare così per l'originale».

## Critica

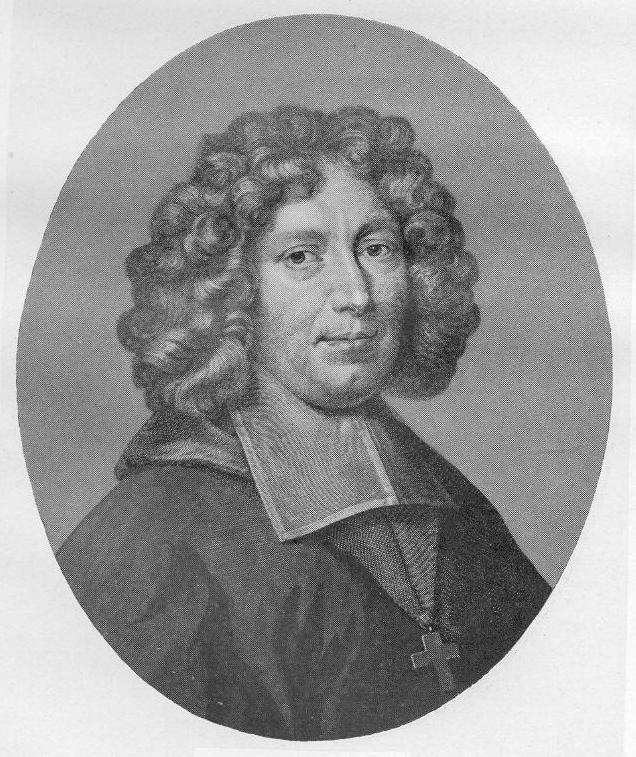
Huet si oppose alle belle infidèles, sottolineando l'importanza dell'umiltà del traduttore

Come fa notare Ballard, l'approccio delle belles infidèles non era universalmente accettato. In parallelo con la tendenza letteraria delle belles infidèles, approcci più filologici furono sviluppati da Lemaistre de Sacy, che tradusse una versione latina della Bibbia in francese, e da Pierre-Daniel Huet, che, nel suo De Interpretatione (1661), esortava il traduttore a mostrarsi umile di fronte all'originale. Le motivazioni addotte dagli oppositori riguardano l'eccessiva modifica del testo, che deve essere invece fedele all'originale quanto più sia possibile; tra essi vi sono Méziriac, gli esperti di pedagogia di Port-Royal-des-Champs e Pierre-Daniel Huet. Benedetto Croce contrappose le "belle infedeli" alle "brutte fedeli", che, secondo la sua opinione, compongono le due principali alternative riguardo alla traduzione e ne costellano la storia.
Il problema della traduzione non fedele all'originale fu sollevato per la prima volta dalle teoriche della traduzione femministe, guidate da Lori Chamberlain. Chamberlain ha fatto notare che la sessualizzazione della traduzione appariva molto più evidente nella definizione "les belles infidèles": come le donne, le traduzioni devono essere o belle o fedeli. «Questa definizione non deve la sua longevità (ricordiamo che è stata coniata nel Seicento) alla sola somiglianza fonetica; ciò che le conferisce un'aura di verità è l'aver fissato una complicità culturale tra i temi della fedeltà nella traduzione e nel matrimonio». Per "les belles infidèles", la fedeltà è definita da un contratto implicito tra la traduzione (come donna) e l'originale (come marito, padre o autore). «Comunque, il malfamato "doppio standard" opera qui così come probabilmente ha fatto nei matrimoni tradizionale: l'"infedele" moglie/traduzione è pubblicamente accusata di crimini che il marito/originale non è, per legge, in grado di commettere. Questo contratto, in breve, fa sì che l'originale non possa essere colpevole di infedeltà». L'enfasi che Chamberlain pone sulla complicità culturale tra fedeltà nella traduzione e nel matrimonio trova appoggio in studiose della traduzione femministe come Susan Bassnett, Barbara Johnsohn, Barbara Godard, Sherry Simon e altre.
Comunque, l'espressione "belles infidèles" non appartiene alla scienza della traduzione poiché non è mai stata data una definizione scientifica del concetto di "fedeltà".